# 세계 남자 핸드볼 선수권 대회
세계 남자 핸드볼 선수권 대회는 국제 핸드볼 연맹(IHF)가 주관하는 국제대회로 1938년부터 열렸다.

## 대회 결과
첫 번째 남자 핸드볼 세계 선수권 대회는 1938년에 독일에서 열렸으며 유럽 네 팀이 참가했다. 핸드볼 선수권 대회는 여지껏 유럽팀이 독식해왔으며 2015년 카타르의 은메달을 제외하고, 비유럽팀은 한 개의 메달도 따지 못했다.
시간이 지나면서 선수권 대회의 경기 구성 방식도 변화해왔다. 처음에는 예선과 본선 경기가 조별 경기로 있었지만 최근에는 예선 라운드를 치른 후에 녹아웃 시스템도 추가했다.
| 연도        | 개최지                     |                | 결승전                   | 결승전         | 결승전         |                          | 3-4위 결정전 | 3-4위 결정전 | 3-4위 결정전 |
| 연도        | 개최지                     | 우승           | 점수                     | 준우승         | 3위            | 점수                     | 4위          |              |              |
| 1938 상세히 | 독일                       | 독일           | 결승전 안함              | 오스트리아     | 스웨덴         | 3·4위 결정전 안함        | 덴마크       |              |              |
| 1954 상세히 | 스웨덴                     | 스웨덴         | 17-14                    | 독일1          | 체코슬로바키아 | 24-11                    | 스위스       |              |              |
| 1958 상세히 | 동독                       | 스웨덴         | 22-12                    | 체코슬로바키아 | 독일1          | 16-13                    | 덴마크       |              |              |
| 1961 상세히 | 서독                       | 루마니아       | 9-8 2차 연장 후          | 체코슬로바키아 | 스웨덴         | 17-14                    | 독일1        |              |              |
| 1964 상세히 | 체코슬로바키아             | 루마니아       | 25-22                    | 스웨덴         | 체코슬로바키아 | 22-15                    | 서독         |              |              |
| 1967 상세히 | 스웨덴                     | 체코슬로바키아 | 14-11                    | 덴마크         | 루마니아       | 21-19 연장전 1차 연장 후 | 소련         |              |              |
| 1970 상세히 | 프랑스                     | 루마니아       | 13-12 2차 연장 후        | 동독           | 유고슬라비아   | 29-12                    | 덴마크       |              |              |
| 1974 상세히 | 동독                       | 루마니아       | 14-12                    | 동독           | 유고슬라비아   | 18-16                    | 폴란드       |              |              |
| 1978 상세히 | 덴마크                     | 서독           | 20-19                    | 소련           | 동독           | 19-15                    | 덴마크       |              |              |
| 1982 상세히 | 서독                       | 소련           | 30-27 연장전 1차 연장 후 | 유고슬라비아   | 폴란드         | 23-22                    | 덴마크       |              |              |
| 1986 상세히 | 스위스                     | 유고슬라비아   | 24-22                    | 헝가리         | 동독           | 24-23                    | 스웨덴       |              |              |
| 1990 상세히 | 체코슬로바키아             | 스웨덴         | 27-23                    | 소련           | 루마니아       | 27-21                    | 유고슬라비아 |              |              |
| 1993 상세히 | 스웨덴                     | 러시아         | 28-19                    | 프랑스         | 스웨덴         | 26-19                    | 스위스       |              |              |
| 1995 상세히 | 아이슬란드                 | 프랑스         | 23-19                    | 크로아티아     | 스웨덴         | 26-20                    | 독일         |              |              |
| 1997 상세히 | 일본                       | 러시아         | 23-21                    | 스웨덴         | 프랑스         | 28-27                    | 헝가리       |              |              |
| 1999 상세히 | 이집트                     | 스웨덴         | 25-24                    | 러시아         | 유고슬라비아   | 27-24                    | 스페인       |              |              |
| 2001 상세히 | 프랑스                     | 프랑스         | 28-25 연장전 1차 연장 후 | 스웨덴         | 유고슬라비아   | 27-17                    | 이집트       |              |              |
| 2003 상세히 | 포르투갈                   | 크로아티아     | 34-31                    | 독일           | 프랑스         | 34-31                    | 스페인       |              |              |
| 2005 상세히 | 튀니지                     | 스페인         | 40-34                    | 크로아티아     | 프랑스         | 26-25                    | 튀니지       |              |              |
| 2007 상세히 | 독일                       | 독일           | 29-24                    | 폴란드         | 덴마크         | 34-27                    | 프랑스       |              |              |
| 2009 상세히 | 크로아티아                 | 프랑스         | 24-19                    | 크로아티아     | 폴란드         | 31-23                    | 덴마크       |              |              |
| 2011 상세히 | 스웨덴                     | 프랑스         | 37-35 연장전             | 덴마크         | 스페인         | 24-23                    | 스웨덴       |              |              |
| 2013 상세히 | 스페인                     | 스페인         | 35-19                    | 덴마크         | 크로아티아     | 31-26                    | 슬로베니아   |              |              |
| 2015 상세히 | 카타르                     | 프랑스         | 25-22                    | 카타르         | 폴란드         | 29-28                    | 스페인       |              |              |
| 2017 상세히 | 프랑스                     | 프랑스         | 33-26                    | 노르웨이       | 슬로베니아     | 31-30                    | 크로아티아   |              |              |
| 2019 상세히 | 덴마크 독일                | 덴마크         | 31-22                    | 노르웨이       | 프랑스         | 26-25                    | 독일         |              |              |
| 2021 상세히 | 이집트                     |                |                          |                |                |                          |              |              |              |
| 2023 상세히 | 폴란드 스웨덴              |                |                          |                |                |                          |              |              |              |
| 2025 상세히 | 크로아티아 덴마크 노르웨이 |                |                          |                |                |                          |              |              |              |
| 2027 상세히 | 독일                       |                |                          |                |                |                          |              |              |              |

1 서독과 동독 연합팀을 보냈다.
- 이집트와 튀니지는 각각 2001, 2005년에 비유럽권 팀 중 유일하게 준결승까지 오른 팀이다. 이 두 팀은 4위를 기록했다.
- 카타르가 자국에서 개최된 2015년 대회에서 비유럽권 최초로 결승진출을 하였다. 결과는 2위를 기록했다.

## 같이 보기
- 세계 여자 핸드볼 선수권 대회